# Marieval Indian Residential School
Marieval Indian Residential School – szkoła z internatem zlokalizowana w rezerwacie dla Indian Cowessess 73 w Marieval (Saskatchewan, Kanada), działająca w latach 1898-1997. Znajdowała się w Qu'Appelle Valley, na wschód od Crooked Lake i 24 km (15 mil) na północ od Broadview. Wchodziła w skład kanadyjskiego systemu szkół rezydencyjnych dla indiańskich dzieci.

## Historia
Podmioty prowadzące szkołę:
- 1899–1969 Kościół katolicki w Kanadzie
- 1969–1987 Rząd Federalny Kanady
- 1987–1997 Cowessess First Nation

## Masowe groby
W czerwcu 2021 na terenie szkoły organizacja Cowessess First Nation odkryła 751 nieoznakowanych dziecięcych grobów. Miesiąc wcześniej odkryto 215 anonimowych grobów na terenie Kamloops Indian Residential School.